# Кнапић
Кнапић је насељено место у Републици Хрватској у Вараждинској жупанији. Административно је у саставу града Иванца. Простире се на површини од 4,23 км2.

## Становништво
Према задњем попису становништва из 2001. године у насељу Кнапић живела су 322 становника. који су живели у 23 породична домаћинстава Густина насељености је 657,14 становника на км2.
Кретање броја становника по пописима 1857—2001.
| година пописа  | 1857. | 1869. | 1880. | 1890. | 1900. | 1910. | 1921. | 1931. | 1948. | 1953. | 1961. | 1971. | 1981. | 1991. | 2001. |
| бр. становника | 57    | 52    | 67    | 86    | 109   | 132   | 126   | 133   | 116   | 117   | 100   | 88    | 82    | 95    | 73    |